# Metalimnobia (Metalimnobia) californica
Metalimnobia (Metalimnobia) californica is een tweevleugelige uit de familie steltmuggen (Limoniidae). De soort komt voor in het Nearctisch gebied.